# Toshikazu Yamanishi
Toshikazu Yamanishi (山西 利和 Yamanishi Toshikazu?), född 15 februari 1996 i Nagaokakyō, är en japansk gångare.

## Karriär
I oktober 2019 vid VM i Doha tog Yamanishi guld på 20 kilometer gång efter ett lopp på 1 timme, 26 minuter och 34 sekunder. I augusti 2021 vid OS i Tokyo tog han brons på 20 kilometer gång.
I juli 2022 vid VM i Eugene tog Yamanishi sitt andra raka VM-guld på 20 kilometer gång.

## Tävlingar
| År                 | Tävling                   | Plats              | Placering          | Gren               | Tid                |
| Tävlande för Japan | Tävlande för Japan        | Tävlande för Japan | Tävlande för Japan | Tävlande för Japan | Tävlande för Japan |
| ------------------ | ------------------------- | ------------------ | ------------------ | ------------------ | ------------------ |
| 2013               | Ungdomsvärldsmästerskapen | Donetsk            | 1:a                | 10 000 m gång      | 41.53,80           |
| 2017               | Sommaruniversiaden        | Taipei             | 1:a                | 20 km gång         | 1:27.30            |
| 2018               | Asiatiska spelen          | Jakarta            | 2:a                | 20 km gång         | 1:22.10            |
| 2019               | Världsmästerskapen        | Doha               | 1:a                | 20 km gång         | 1:26.34            |
| 2021               | Olympiska sommarspelen    | Tokyo              | 3:e                | 20 km gång         | 1:21.28            |
| 2022               | Världsmästerskapen        | Eugene             | 1:a                | 20 km gång         | 1:19.07            |
| 2023               | Världsmästerskapen        | Budapest           | 24:e               | 20 km gång         | 1:21.39            |